# مبدأ الترك
يُعرف مبدأ التَرك بكونه موقفًا ليبرتاريًا بخصوص مسألة الإجهاض، طوّره الفيلسوف الأمريكي شون بار والذي يرى، بخلاف مبدأ الطرد، بأن الإجهاض الذي يؤدي لموت الجنين غير المرغوب فيه يجب أن يُحظَر بالقانون (ما عدا في الحالات التي يُعرّض فيها الحملُ حياة الأم للخطر).

## أوجه الشبه مع مبدأ الطرد
يُقرّ كلٌّ مِن مبدأيّ الترك والطرد بأن الجنين كائن بشري حي ومتميّز، كما أنهما يعترفان بتشخُّصه. والأمر الذي يطبع هذين المبدأين بطابع الليبرتارية الفريد ذو شقين:
1. فهما يقاربان مسألة الإجهاض من منظور حق الملكية، مما يقضي باعتبار الجنين غير المرغوب فيه بالنسبة للأم كالمعتدي على صاحب ملكية ما.[7]
2. يقسّمان الإجهاض من الناحية المفاهيمية إلى (أ) استخراج الطفل من الرحم ثم (ب) موت الطفل الناجم عن ذلك. وبالتالي، يُفهم الإجهاض على أنه عملية طردٍ مميتة. تنظر كلتا النظريتين إلى فعل الطرد، بمفرده، على أنه مبرر بشكل ما عمومًا، في حين أن تبرير الإجهاض الكامل (لأسباب مختلفة وبدرجات متفاوتة) يُنظر إليه باعتبار أضيق.[8]

إضافة إلى ما تقدّم، فإن كلًا من هاتين المقاربتين ترى بأن الجنين ليس لديه عقلٌ مذنب بسبب احتلاله لمكانِ الأم (رحمها)، وبالتالي فإن معاملته من طرف الأم يجب أن تكون متوافقةً مع مبدأ اللطف.

### اللطف
اللطف هو عنصرٌ متوقَّع في القانون –على غرار القيمة الفعلية، والتناسبية– والذي ينص على أن ضحية مثل هذا الغزو، في حال رغِبَ في إيقاف الغزو أثناء حدوثه، فعليه أن يقتصر على استخدام أقل التدابير اللازمة قساوَةً لوقفه. والإخفاق في وضع حد للضرر غير الإجرامي عبر ألطف الوسائل الممكنة يعرض الضحية «لخطر الاصطفاف في الجانب الخطأ بالنسبة لمبدأ عدم الاعتداء»، إذ ينتهكه «إلى حد أكبر بكثير ممّا يفعله المعتدي». ونظرًا لكون جميع الأجنة «أبرياء على حد سواء»، فإن هذه المحاولة لتقليص قدرة المالكين على التعامل مع هكذا معتدين «أشد مما تسمح به نظرية العقوبة في الليبرتارية» تنطبق على الأجنة غير المرغوب فيها، كالتي تنتج عن اغتصاب وتلك التي جاءت نتيجة الحمل بالتراضي.

## الخلاف مع مبدأ الطرد
يفترق مبدأ الترك عن مبدأ الطرد في فهمهما لماهية اللطف الذي يجب أن يُطبّق بصورة مناسبة على حالات التعدي في الرحم.
وفقًا لوجهة نظر الطرد، فقد لا تقتل الأم الطفل غير المرغوب فيه بشكل مباشر (كاللجوء إلى الإجهاض الدوائي، أو إجهاض الطفل بطريقة غير مميتة ثم قتله، وغير ذلك)، إنما قد تفعل ذلك بشكل غير مباشر عن طريق طرده من ملكيّتها في وقت يكون فيه غير قابل للحياة خارج الرحم. بالرغم من ذلك، فإن عملية الطرد القاتلة هذه، إذا كان متفقةً مع مبدأ اللطف، يجب ألا تحصل إلا بعد إبلاغ السلطات المختصة لتحديد إذا كانت قادرة وراغبة في منع هذا التخلُّص من أن يصبح مميتًا.
وعلى نفس المنوال، يرى أنصار مبدأ الترك أن الأم يمكنها أن تطرد الجنين المعتدي إنما لا تقتله بشكل مباشر. وعلى عكس مبدأ الطرد، لا يجوز لها أن تقتله بالطرد. يجب على الأم، إذا كانت أفعالها أن تتوافق مع اللطف، أن تسمح باستمرار رحيل المعتدي حتى يحين الوقت الذي لا تؤدي فيه عملية الطرد إلى موته. وهذا يعني «أن الطرد المميت (أو المُضعِف) للجنين أثناء الحمل الطبيعي هو فقط ما يعتبره أنصار نظرية الترك مخالفًا للطف، وبالتالي انتهاكًا لمبدأ عدم الاعتداء».
نظرًا لافتراض وجود متطلبات كلا الرأيين (الإبلاغ لدى أنصار الطرد والرحيل المستمر لدى أنصار الترك) تبريراتها في اللطف، فإن الرأي الذي تتوافق مطالبه بشكل أفضل مع مبدأ اللطف هو الذي يجب أن يكون مفضلًا على أسس الفلسفة الليبرتارية.

## حجة أنصار مبدأ الترك
تُعتبر حجة أنصار مبدأ الترك محاولةً
- لمراعاة الخصائص المحددة للحمل غير المرغوب فيه، بغية تجنّب المقارنات غير الدقيقة التي تشبّه الأطفال في الرحم بالمعتدين والمجرمين؛
- ولإظهار مبدأ اللطف الذي يحافظ على مبدأ عدم الاعتداء على أنه المنظور الذي من خلالها يستطيع الليبرتاريون تمييز هذه المسألة بشكل صحيح.[17]

أولًا، تقارن حجة المغادرين بين حالتين، الحالة 1، والحالة 2.
تمثل الحالة 1، حالة المعتدي الذي (أ) لا يستطيع الإتيان بفعلٍ بشري و(ب) مغادرة مكان صاحب الملك، وفي الآن ذاته (ج) لا يعرض حياته للخطر، و(د) احتمال إفضاء طرد هذا المعتدي إلى موته. وتمثل الحالة 2، حالة جنين غير مرغوب فيه في رحم أمه.
ترى نظرية الترك أن هاتين الحالتين متشابهتين لدرجة كبيرة، وبالتالي لا يمكن التعامل معهما بشكل مختلف. ويعني ذلك أن مطلب الاتساق الملموس يستلزم أن نفس الإجراء مناسبٌ في كلتا الحالتين.
ثانيًا، تصف حجة أنصار الترك طريقة عمل، أ.
تمثل أ طريقة العمل التي يسمح فيه صاحب المُلك للمعتدي بمواصلة رحيله حتى مجيء الوقت الذي لا يستلزم فيه الطردُ وفاته.
يزعم أنصار مبدأ الترك أن طريقة العمل هذه، تُوقف العدوان بطريقة أقل ضررًا نسبيًا من المسلك الذي تقترحه نظرية الطرد (على سبيل المثال، لا تستلزم تعرُّض المعتدي غير المتعمد لعنف غير مبرر لإنهاء الحياة أو انتهاك لمبدأ عدم الاعتداء). وهذا يعني أن مبدأ اللطف يقضي بأن مسار العمل هذا هو المسار الليبرتاري الصحيح في كلتا الحالتين.
1. طريقة العمل التي يجب على النظرية القانونية الليبرتارية تأييدها في الحالة 1 هي أ.
2. تُشبه الحالة 2 نوعًا ما الحالة 1.
3. بالتالي، طريقة العمل التي يجب على النظرية القانونية الليبرتارية تأييدها في الحالة 1 هي أ.[20]

### الافتراض الأول
توضح نظرية الترك تعبيرًا محتملًا عن الحالة 1 والذي يتضمن جميع الشروط ذات الصلة (أ-د). يفترض هذا المثال ملكية تعودُ لشركة م وتتعدى ف عليها، المتاخمة لجرف على حدودها الجنوبية. والمعتدي ف في حالة عقلية أو استطاعة لا تمكنّانه من معرفة أنه متعدٍّ على ممتلكات الغير، ويتنقّل على طول هذا الجرف من الغرب إلى الشرق وخارج أماكن م، (أي أنه وبدون درايةٍ، يخرج من الممتلكات). وتجدر الإشارة أنه لا يعرّض أيّ جانبٌ مِن جوانب عدوان ف على ممتلكات الغير حياةَ م للخطر. وتعرف م أنه في حال دفع ف ليسقط في الجرف خلال وجوده في الطرف الغربي للمبنى (المنطقة السوداء)، فإن ف سيموت لا محالة بسبب الارتفاع الشديد للسقوط. بالإضافة لذلك، تُدرك م أن السقوط من الطرف الشرقي للمبنى (المنطقة البيضاء) لن يكون مُميتًا بالنسبة لـ ف، بسبب ضآلة المسافة من حافة الجرف إلى القاع هناك.